# Costa Book Awards
Knižní cena The Costa Book Awards vznikla v roce 1971 pod názvem Whitbread Literary Awards. Od roku 1985 do roku 2006 nesla cena název Whitbread Book Award. V roce 2006, na které připadá 35. výročí ceny, se přejmenovala na Costa Book Awards (na základě převzetí sponzorství společností Costa Coffee, dceřiné společnosti firmy Whitbread).
Každá kategorie má 3 porotce. Porota rozhodující o hlavní ceně Book of the Year Award se skládá z jednoho člena (jedná se o spisovatele) z každé poroty jednotlivých kategorií a dále ze čtyř dalších lidí (včetně předsedy poroty), ze světa literatury, kteří mají rádi čtení a jež sdílejí názory veřejnosti milující knihy. Ocenění jsou udělována nejen za velkou literární hodnotu, ale také za díla, jejichž čtení přináší zábavu a jejichž cílem je tuto zábavu zprostředkovat co nejširšímu publiku. 
The Costa Book Awards jsou unikátní z mnoha důvodů, nejen díky tomu, že mají pět kategorií: First Novel, Novel, Biography, Poetry and Children's Book. Je to jediná britská cena, kde jsou porovnávány dětské knihy s knihami pro dospělé. 
Od vzniku ceny došlo k ocenění širokého okruhu knih a autorů napříč všemi žánry. Celkovou cenu Book of the Year Award, od jejího prvního vyhlášení v roce 1985, vyhrálo 7 románů, 3 první romány, 5 životopisů, 5 sbírek poezie a jedna dětská kniha.
V únoru 2022 byla ocenění udělena po padesáté a bylo oznámeno, že tím cena končí a již udělována nebude.